# Ophtalmologie

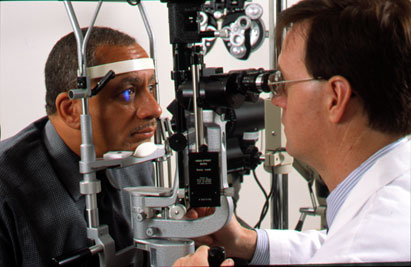
Examen ophtalmologique.

L’ophtalmologie (du grec ancien ὀφθαλμός / ophthalmós, « œil » et λόγος / lógos, « sujet d'étude ») est la branche de la médecine chargée du traitement des maladies de l’œil et de ses annexes. C’est une spécialité médico-chirurgicale. Le médecin spécialisé pratiquant l'ophtalmologie est appelé « ophtalmologiste », « ophtalmologue » ou « oculiste ». 

## Anatomie et physiologie oculaire

### L’œil
Comme chez la plupart des mammifères, oiseaux, reptiles et poissons, l’œil humain est constitué d’un globe oculaire, formé de 3 enveloppes : la sclèro-cornée, l’uvée, et la rétine (de dehors en dedans).

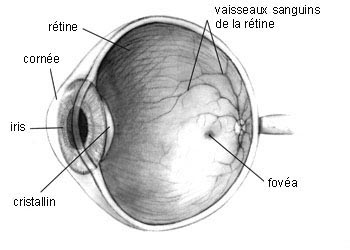
Composition de l’œil.

#### Segment antérieur
- La cornée, partie antérieure du globe oculaire, est une lentille transparente dont le rôle est de capter et de focaliser la lumière sur la rétine. Elle est constituée, d’avant en arrière, de l’épithélium, de la membrane de Bowman, du stroma, de la membrane de Descemet et enfin de l’endothelium. Son diamètre moyen est de 12 mm.
- L’uvée, composée de l’iris, muscle délimitant la pupille zone « virtuelle » située au centre de l'iris, et permettant la modification de la luminosité entrante, de la choroïde et du corps ciliaire ;
- Le cristallin, lentille biologique servant à l’accommodation (« mise au point » sur l’objet à visualiser permettant d’obtenir d’un point objet un point image focal sur la rétine) est relié au corps ciliaire par l’intermédiaire de la zonule de Zinn, lentille qui, en s’opacifiant, occasionne la cataracte.
- L’humeur aqueuse, située entre la face postérieure de la cornée en avant et le cristallin en arrière. Elle est sécrétée par le corps ciliaire.

#### Segment postérieur
- La rétine, membrane regroupant des cellules nerveuses photoréceptrices appelées cônes ou des bâtonnets, servant à la transformation de l’onde lumineuse en impulsions électriques, pour traitement des images par le système nerveux ;
- La choroïde, membrane nourricière de la rétine et véritable « éponge vasculaire » qui tapisse la face interne de l'œil ;
- La sclère, membrane blanche et opaque, très résistante, qui forme le « blanc » de l'œil ;
- Le corps vitré, sorte de gel qui remplit la cavité située en arrière du cristallin et en avant de la rétine.

## Examen ophtalmologique

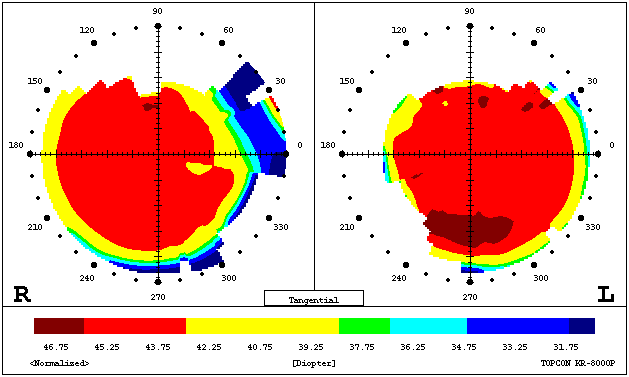
Topographie cornéenne.

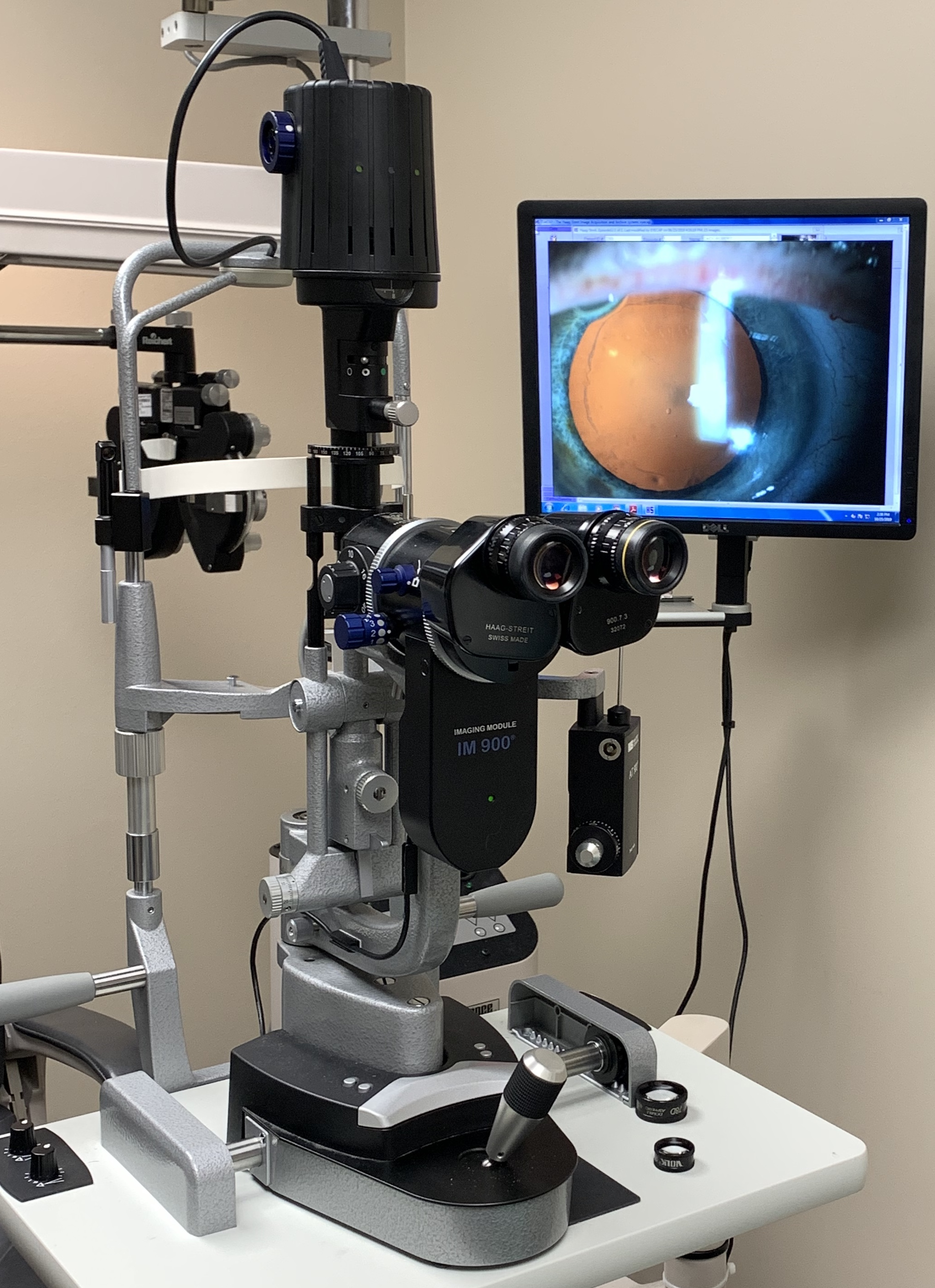
Une lampe à fente utilisée avec un microscope binoculaire permet d'examiner un oeil. Octobre 2019.

### Examen du segment postérieur

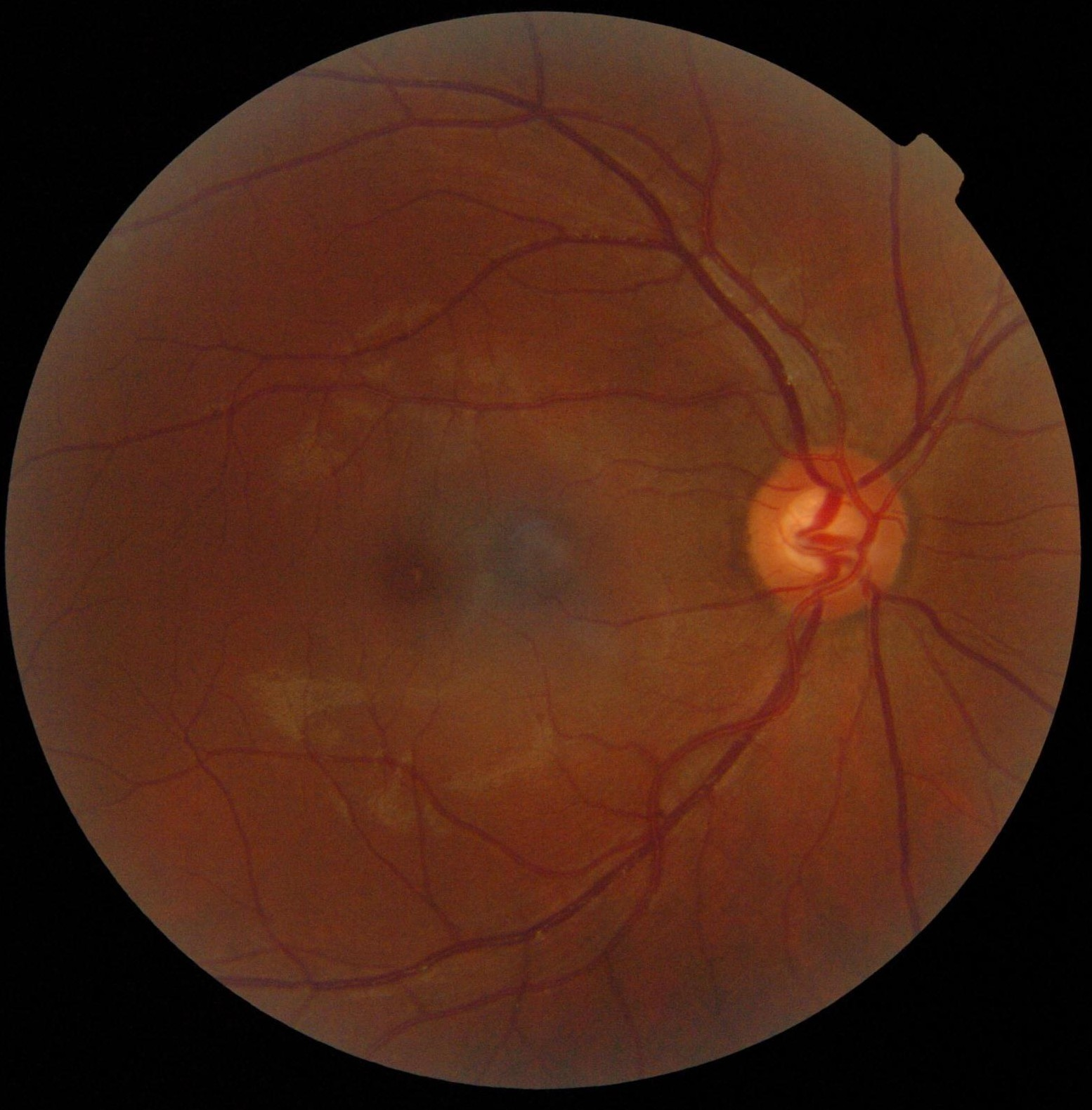
Rétinographie.

### Appareils de mesure

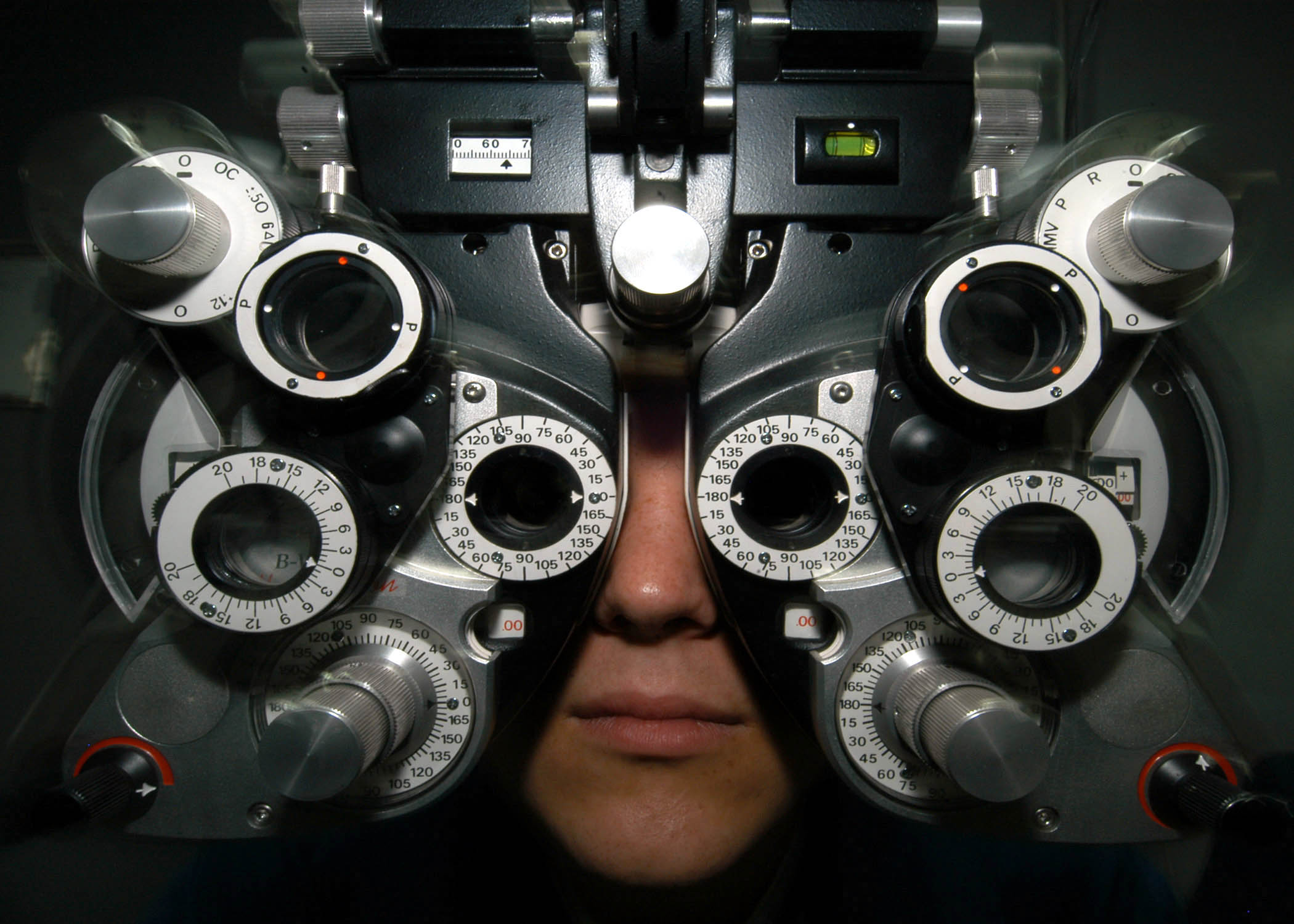
Réfracteur.

### Glaucomes

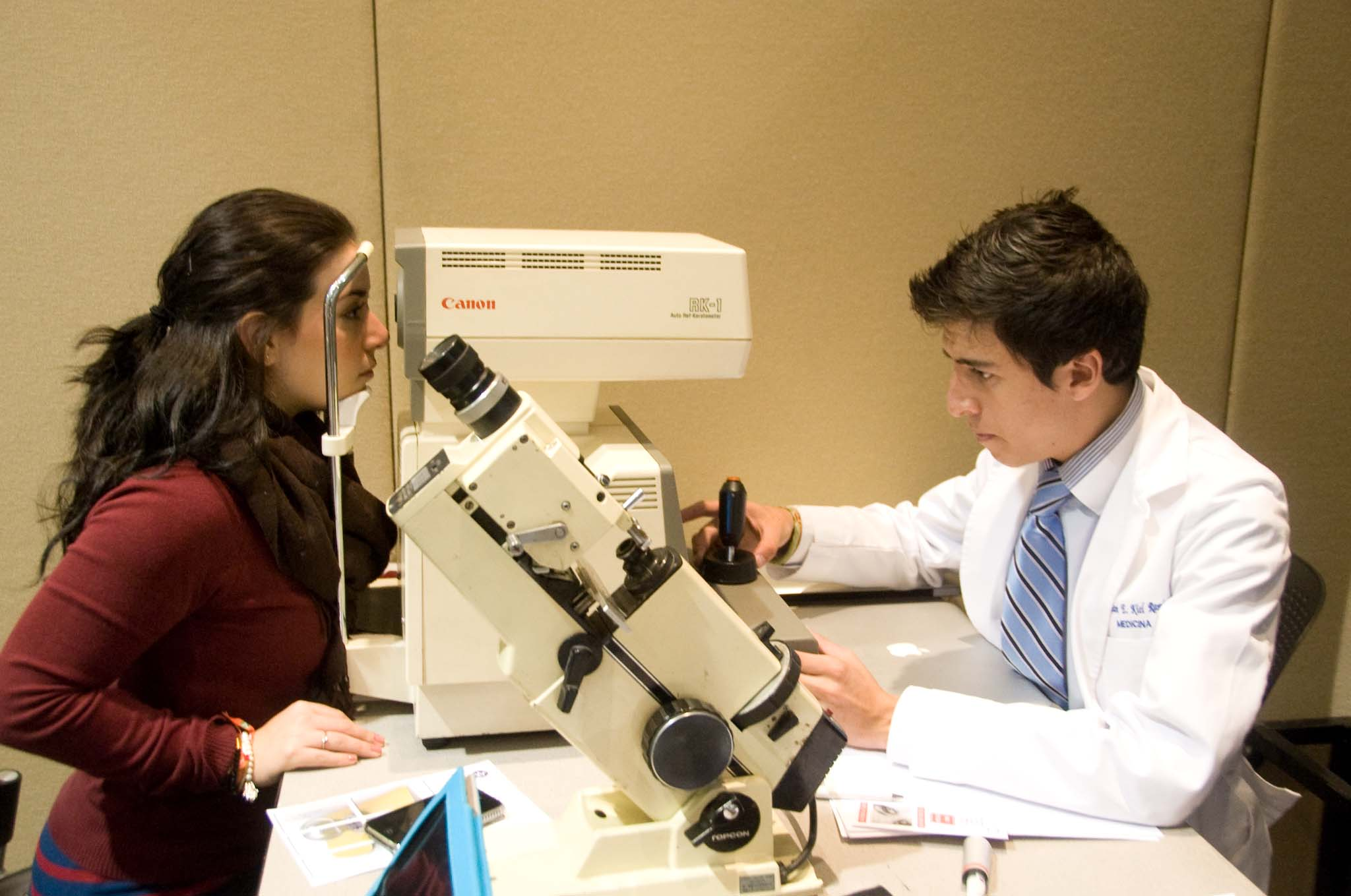
Étudiant en médecine effectuant un examen ophtalmologique à l'Institut de technologie et d'études supérieures de Monterrey.

### Histoire

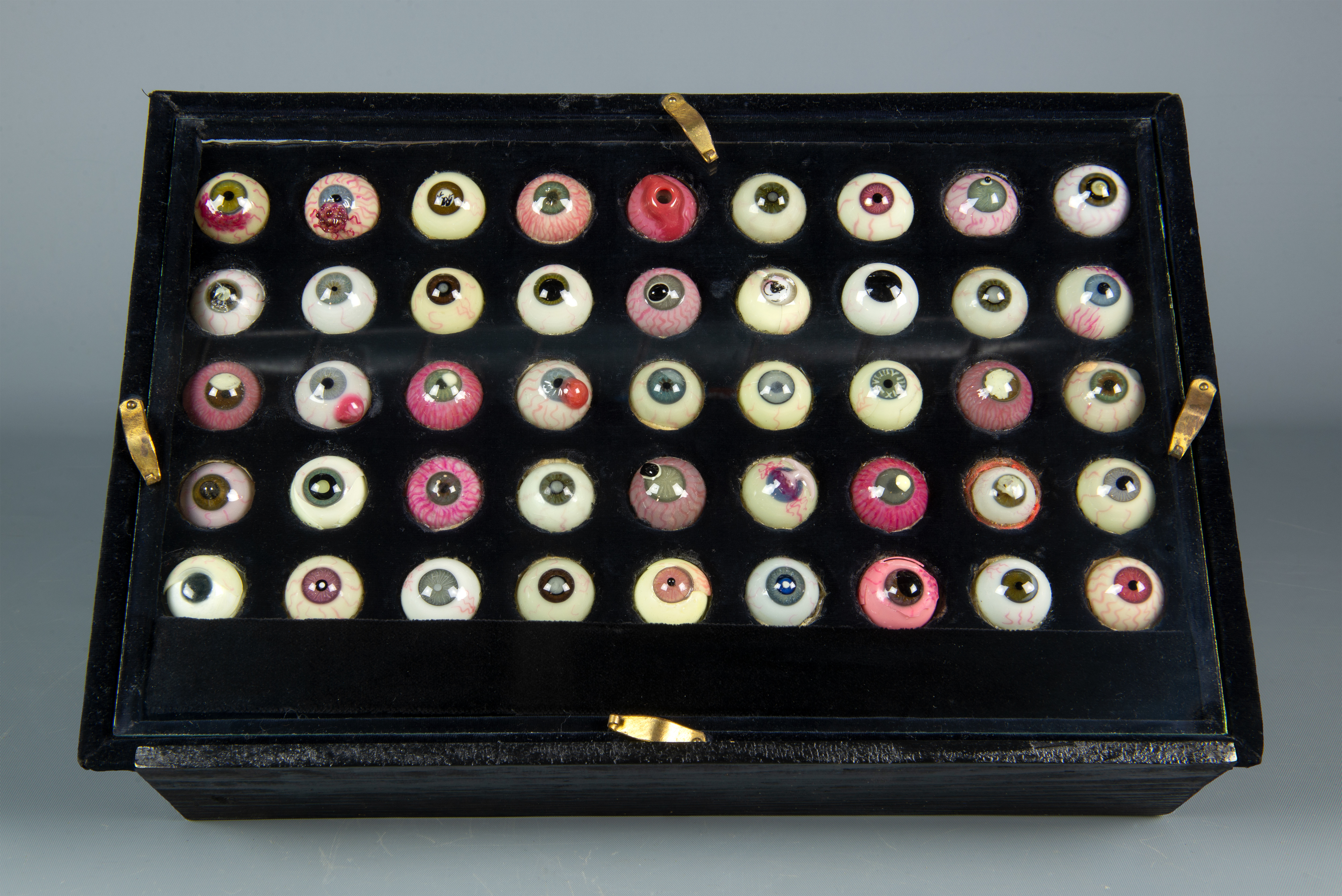
Quarante-cinq globes oculaires représentant une variété de pathologies. Ensemble conservé au Musée Dupuytren.